# Сыроежка зелёная
Сырое́жка зелёная (лат. Rússula aerugínea) — вид грибов, включённый в род Сыроежка (Russula) семейства Сыроежковые (Russulaceae).

## Описание
Шляпка достигает 4—14 см в диаметре, сначала выпуклая, затем уплощённая и вдавленная. Окраска травяно-зелёная, иногда желтовато-буроватая, но не сероватая и не сиреневатая. Кожица блестящая, слизистая, снимающаяся на протяжении примерно одной третьей шляпки.
Пластинки сначала довольно частые, хрупкие, затем расходящиеся, почти свободные от ножки, рядом с ней изредка ветвящиеся.
Ножка цилиндрическая, белая, с возрастом покрывающаяся буроватыми пятнами.
Мякоть крепкая, белая, затем желтоватая. Вкус сладковатый, у пластинок островатый, запах малозаметный.
Споровый порошок кремового цвета. Споры 6—10×5—7 мкм, эллиптические, бородавчатые, с очень неполной сеточкой. Гифы кутикулы шляпки невздутые, нитевидные, с прямоугольными клетками.
Съедобна, обладает приятным негорьким вкусом.

## Сходные виды
Сыроежка зелёная входит в комплекс видов, отличающихся только микроскопическим строением.
- Russula anatina Romagn., 1967 растёт под дубом, буком и грабом.
- Russula atroglauca Einhell., 1980 также произрастает под берёзой, отличается более тёмной шляпкой. Самые существенные отличия в строении кутикулы шляпки.
- Russula cyanoxantha (Schaeff.) Fr., 1863 с иногда зелёной шляпкой отличается неломкими пластинками.
- Russula medullata Romagn., 1997 встречается в основной под тополями, отличается ярко-жёлтыми с возрастом пластинками и охристым споровым порошком.
- Russula ochrospora (Nicolaj) Quadr., 1985 произрастает под липой, отличается охристым споровым порошком.
- Russula parazurea Jul.Schäff., 1931 также встречается под берёзой, отличается сизоватой шляпкой с синеватым оттенком и более светлыми пластинками.
- Russula pseudoaeruginea (Romagn.) Kuyper & Vuure, 1985 произрастает под дубом и буком. Отличается микроскопическим строением кутикулы.
- Russula stenotricha Romagn., 1967 произрастает под различными лиственными деревьями. Отличается строением кожицы шляпки.
- Russula subterfurcata Romagn., 1967 с сильно ветвящимися у ножки пластинками произрастает под дубом и буком. Отличается также строением кожицы шляпки.

## Опасность сбора
Вид легко спутать со смертельно ядовитым Мухомором зелёным (бледной поганкой) которая тоже может иметь зеленоватую шляпку.

## Экология
Вид широко распространён в лиственных и смешанных лесах Европы, образует микоризу с берёзой повислой и берёзой пушистой.

## Таксономия

### Синонимы
- Agaricus graminicolor Secr., 1833, nom. inval.
- Russula furcata var. graminicolor Secr. ex Gillet, 1874
- Russula graminicolor (Secr. ex Gillet) Quél., 1886